# ذا لايت (صحيفة)
ذا لايت هي صحيفة بريطانية شهرية يمينية متطرفة وتروج لنظرية المؤامرة ذاتية النشر، أسسها دارين نيسبيت (في كثير من الأحيان تحت الاسم المستعار دارين سميث) في 27 سبتمبر من عام 2020، والتي تدعي أن جائحة فيروس كورونا كانت خدعة. وللصحيفة صحيفة أخت اسمها ذا أيرش لايت، والتي جرى إطلاقها في أيرلندا بواسطة جيما أودورتي وجون ووترز.
تعرضت الصحيفة لانتقادات لنشرها معلومات مضللة عن كوفيد-19 ونظريات المؤامرة المعادية للسامية وإنكار الهولوكوست والتهديدات بالقتل. وهي تطبع بانتظام مقالات كتبها منظِّر المؤامرة فيرنون كولمان، ووفقًا لمراجعة من كلية كينيدي بجامعة هارفارد «تتضمن محتوى يهدف إلى تحفيز المشاركة والنشاط بين أتباع نظريات المؤامرة، بدلًا من مجرد تقديم المعلومات». وقد دعت الصحيفة إلى إعدام صحفيين وسياسيين وأطباء، ما أدى إلى وصفها بأنها تحتوي على «دعاية متطرفة».
على الرغم من حل الشركة التي تقف وراء الصحيفة في 15 فبراير عام 2021، ذكرت هيئة الإذاعة البريطانية بي بي سي في يونيو عام 2023 أنه يجري طباعة ما لا يقل عن 100.000 نسخة من ذا لايت كل شهر وأن الصحيفة لديها أكثر من 18000 متابع على موقع التواصل الاجتماعي تلغرام.

## الادعاءات
تقدم الصحيفة المطبوعة بانتظام ادعاءات تآمرية تحيط بيل غيتس وقادة العالم، وتروج لإنكار تغير المناخ وتدعي أن اللقاحات هي أدوات تستخدم كأسلحة للتحكم في العقل.
وقد دعت إلى إجراء محاكمات نورنبيرغ معاصرة للصحفيين والسياسيين والأطباء، وأشارت مرارًا وتكرارًا إلى نظريات المؤامرة المتعلقة بجدول أعمال القرن 21 وإعادة الضبط الشامل. وانتقدت بانتظام قيود كوفيد-19 في المملكة المتحدة من خلال مقارنة جهود اللقاح بمعسكرات الإبادة النازية. كما تبين أيضًا أن الصحيفة نشرت ادعاءات كاذبة بخصوص لقاحات كوفيد-19 وأعداد وفيات كوفيد-19.
في سبتمبر عام 2022 شاركت صحيفة ذا لايت مقالًا كتبه مُنظِّر المؤامرة اليميني المتطرف بول جوزيف واتسون يزعم فيه أن ليودميلا دينيسوفا أمينة المظالم السابقة لحقوق الإنسان في أوكرانيا اعترفت بالكذب بشأن ارتكاب الجيش الروسي جرائم اغتصاب في أوكرانيا. وقد وجدت مجموعة تحليل المعلومات المضللة منطقيًا أن دينيسوفا اعترفت فقط باستخدامها للغة غير لائقة في وصف جرائم الاغتصاب، لكنها لم تعترف بالكذب بشأن الجرائم المذكورة.
في نوفمبر عام 2022 أصدرت صحيفة ذا أيرش لايت عنوانًا رئيسيًا بعبارة «مات فجأة» المرتبط بجهود التسويق لإصدار فيلم مستقل مناهض للقاحات يحمل نفس الاسم. واستخدمت الصحيفة في هذا العدد صور 42 شخصًا متوفين زعمت أنهم توفوا بسبب اللقاح. وبعد التحقيق لم يتبين أن أيًا من الوفيات كانت بسبب اللقاحات، بل كانت ناجمة عن الغرق أو المرض طويل الأمد أو حوادث السيارات أو التهاب السحايا أو غيرها من الأحداث. وتسببت إساءة استخدام أسماء وصور الأفراد المتوفين المستخدمة للترويج لنظريات المؤامرة المناهضة للقاحات في حدوث ضائقة شديدة بين أفراد عائلات المتوفين وزيادة في الإساءة عبر الإنترنت.

## الصلات باليمين المتطرف
طبعت الصحيفة مقالات بقلم منكر الهولوكوست جون هامر وأوصت بكتب كتبها يوستاس مولينز المتعصب للبيض، وأبرزت مقالًا للمدون الذي يحمل اسمًا مستعارًا هو لاشا داركمون والذي قال إن الناس يجب أن يكونوا قادرين على التشكيك في الهولوكوست. كما دافعت عن المذيع الإذاعي غراهام هارت الذي حُكم عليه بالسجن لمدة 32 شهرًا بعد الإدلاء بتصريحات معادية للسامية في برنامجه الإذاعي الذي وصف فيه الشعب اليهودي بأنهم «قذارة» و«فاسدون» و«يستحقون القضاء عليهم». وتشير الصحيفة أيضًا بانتظام إلى نظرية المؤامرة الماركسية الثقافية اليمينية المتطرفة، والتي لها جذور مماثلة في معاداة السامية، وقد روجت للفيلم الدعائي للنازيين الجدد أوروبا: المعركة الأخيرة على قناتها على تلغرام.
كما تعرضت الصحيفة لانتقادات من قبل المجموعة المناهضة للعنصرية الأمل لا الكراهية لدعمها لليمين المتطرف من خلال إجراء مقابلة مع سياسية الحزب المناهض للإسلام آن ماري ووترز، وطباعة مقالات شارك في تأليفها رئيس الديمقراطيين الإنجليز روبن تيلبروك وزعيم حزب التراث ديفيد كورتن، والمواد الترويجية لمارك كوليت زعيم المجموعة الفاشية الوطنية البديلة. ووفقًا لمؤسس الصحيفة فهو على اتصال مع محرر صحيفة نظرية المؤامرة الألمانية اليمينية المتطرفة ديموكراتيشا فيدارستاند (المقاومة الديمقراطية)، التي ذكرت أنها صحيفة «شريكة» لصحيفة ذا لايت. وجرى ربط ديموكراتيشا فيدارستاند بحركة مواطني الرايخ، المجموعة التي تقف وراء محاولة الانقلاب الفاشلة في ألمانيا عام 2022.

## التوزيع والنقد
يجري شراء الصحيفة عبر مجموعات الفيسبوك الخاصة وجهات الاتصال على تويتر ثم توزع من قبل المتطوعين الذين يُطلب إليهم إرسال النسخ من خلال صناديق البريد أو ترك الصحيفة في الأماكن العامة. واتهم القادة المحليون في المدن في جميع أنحاء البلاد الصحيفة «بتأجيج الانقسام والمضايقات بادعاءات كاذبة ومضللة حول اللقاحات والنظام المالي وتغير المناخ». كما جرى انتقاد موزعيها لاستهدافهم عمدًا المراهقين والأطفال.
بعد توزيع نسخ من الصحيفة في ستراود احتج السكان على الصحيفة قائلين: «نحن نشعر بالقلق من استخدام ذا لايت للوباء لدفع دعم معاداة السامية وإنكار الهولوكوست وخطاب الكراهية العنصرية، وكذلك إنكار تغير المناخ، والإساءة لهيئة الخدمات الصحية الوطنية، وغيرها من وجهات النظر الرجعية».
وصفت شيفان بيلي النائب عن ستراود المعلومات المضللة حول اللقاحات بأنها «خطيرة ومضرة وغير محترمة» وأثارت لاحقًا مخاوف في البرلمان قائلة: «هل سيساعدني وزير الخارجية في طمأنة ستراود بشأن اللقاحات وتشجيع الناس على عدم مشاركة معلومات كوفيد من مصادر غير رسمية لوقف هذا السلوك الخطير والمدمر وغير المحترم».
وقال سايمون فيل عضو البرلمان عن منطقة بارو وفيرنس عن الصحيفة: «هذه «صحيفة» أنشأها أحد منظري المؤامرة الذي يجني أموالًا كبيرة من بيع القمصان التي تحمل شعار المؤامرات العالمية. والنصيحة الوحيدة التي يمكنني تقديمها للناس هي غسل أيديهم بعد وضعها في سلة إعادة التدوير. آخر مرة نظرت فيها لم يكن هناك نقص في ورق التواليت وتوقف الناس عن التخزين. وبالتالي لا أستطيع أن أتخيل أن الطلب على الصحيفة سيكون مرتفعًا».
كما انتقد الصحيفة نيل أوبراين عضو البرلمان عن هاربورو. بعد توزيعها في بارو إن فورنيس، ووجه مدير الصحة العامة في كمبريا انتقادات مماثلة لمحتويات الصحيفة.